# Daria Bignardi
Daria Bignardi (Ferrara, 14 febbraio 1961) è una giornalista, conduttrice televisiva, scrittrice, conduttrice radiofonica italiana.
Giornalista in attività dagli anni ottanta, ha esordito in Rai con Gad Lerner nel 1991 nella trasmissione Milano, Italia. Nel 1995 è passata a Mediaset, diventando conduttrice, in particolar modo, di talk show di costume e reality show (Tempi moderni, Grande Fratello e La fattoria). Su LA7 ha condotto Le invasioni barbariche. Come giornalista ha collaborato con Vanity Fair, ha diretto Donna dal dicembre 2002 al marzo 2005 e nel 2009 ha esordito come scrittrice (i suoi romanzi sono editi dalla casa editrice Mondadori). È stata direttrice di Rai 3 dal 18 febbraio 2016 al 26 luglio 2017.

## Biografia

### Origini
Figlia di Ludovico Bignardi e Giannarosa Bianchi, ha studiato al Liceo classico Ludovico Ariosto di Ferrara. Dopo il diploma si è iscritta al corso di laurea in DAMS dell'Università di Bologna, senza però mai completare gli studi.

### Carriera
Dopo un periodo di studio e lavoro a Londra, nel 1984 si trasferisce a Milano, dove collabora con il settimanale Panorama. Nel 1988 entra a Chorus, mensile di Leonardo Mondadori. Nel 1989 diventa giornalista professionista e, agli inizi degli anni novanta, ed esordisce in TV, su Rai 3, nel programma Milano, Italia, collaborando con Gad Lerner prima e poi con Gianni Riotta alla scrittura della trasmissione. Nel 1994 fa parte del cast di Punto e a capo, in onda su Rai 2, in qualità di inviata da Milano.
Notata da Gregorio Paolini, nell'autunno 1994 passa a Mediaset per condurre la rubrica letteraria di Canale 5 A tutto volume, al posto di Alessandra Casella e accanto a David Riondino, trasmissione vincitrice del Premio Ennio Flaiano per la televisione di qualità. A partire dallo stesso periodo conduce, all'interno della trasmissione radiofonica Deejay chiama Italia, La mezz'ora Daria, una rubrica omologa dedicata alla presentazione degli ultimi libri usciti nelle librerie. La collaborazione con Radio Deejay prosegue fino al 2009. Sempre al 1995 risale la sua partecipazione al Festival di Sanremo, in qualità di corista di Sabina Guzzanti in La Riserva Indiana con il brano Troppo sole, scritto da Riondino. Al suo fianco ci sono personaggi fra i più vari del giornalismo e della politica come Nichi Vendola, Antonio Ricci, Milo Manara e Mario Capanna.
Tra il 1996 e il 1997 conduce il talk show Corto circuito in onda su Canale 5, ma i primi successi arrivano con Tempi moderni, il programma di Italia 1 che fa parlare di sé per i temi trattati, spesso particolarmente trasgressivi. Il programma riscuote un buon successo di pubblico, ottenendo il Premio Flaiano e il Premio Nazionale Alghero Donna di Letteratura e Giornalismo sezione Giornalismo, nel 2000.
Nel 2000 conduce la prima edizione del Grande Fratello, in onda in autunno su Canale 5; partito in sordina e dopo pesanti critiche, il reality termina la sua prima edizione ottenendo ascolti record. Il grande successo della trasmissione coincide con uno dei momenti di più vasta popolarità per la giornalista, che vince il Telegatto e il Premio regia televisiva. Dopo avere condotto anche la seconda edizione nel 2001, torna a parlare di libri con Lando, un programma in onda su Italia 1 nel 2002. Nel 2004 ha portato a battesimo un altro reality show, La fattoria, conducendo con successo la prima edizione in onda sempre su Italia 1. In questi stessi anni avvia una collaborazione con il mensile Donna, edito da Hachette Rusconi Editore, del quale diventa direttrice dal 2002, mentre dal 2005 scrive per il settimanale Vanity Fair. Nel 2004 sposa il giornalista Luca Sofri.
Nel 2004 lascia le reti Mediaset per passare a LA7, rete con la quale inizia una collaborazione della durata decennale. Nell'autunno di quell'anno inizia con il talk show Le invasioni barbariche, con ottimi riscontri di critica e pubblico. Grazie a questa nuova trasmissione, ottiene un secondo Telegatto (nel 2007), un Oscar Tv, il Premiolino, il Premio Ideona e l'Oscar del Riformista. Nella stagione televisiva 2008-2009 suscita interesse il suo momentaneo passaggio a Rai 2 con L'era glaciale, programma del tutto identico al talk show di LA7. A causa di divergenze, l'esperienza dura tuttavia soltanto un anno.
Nel gennaio 2009 pubblica con Arnoldo Mondadori Editore il libro autobiografico Non vi lascerò orfani che ottiene buone critiche (tra le quali quella di Goffredo Fofi) e un grande successo di pubblico. Vince il Premio Elsa Morante per la narrativa (Roma, 14 ottobre 2009), il premio Rapallo e il "Premio del Libraio Città di Padova" 2009, e viene tradotto in diversi paesi. Il successo della prima opera è seguito, nel novembre 2010, da quello del romanzo Un karma pesante.
Nell'ottobre 2012 esce invece L'acustica perfetta, apprezzato da critica e pubblico e tradotto in undici Paesi. Per questo romanzo, il 6 settembre 2013 ha ricevuto la Navicella d'Argento, insieme a Marcello Fois e a Marcello Murru. Nell'ottobre del 2013, su invito dell'Università di Bologna, insegna pratiche di storytelling tenendo un laboratorio in cinque incontri dedicato agli studenti del Dipartimento di Filologia Classica e di Italianistica e della Scuola di Lettere e Beni Culturali.
Nell'ottobre 2014 pubblica il romanzo L'amore che ti meriti, i cui diritti vengono acquistati da molti paesi stranieri. Le traduzioni russa e turca vengono pubblicate nel gennaio 2016. L'edizione in lingua tedesca viene messa in commercio l'11 settembre 2016 dalla casa editrice tedesca Insel Verlag. Sempre nel 2014 L'acustica perfetta viene pubblicata in Francia con il titolo di Accords parfaits e in Turchia con il titolo Akustike e Pekryer, oltre che in Paesi Bassi, Argentina, Brasile, Slovenia e Albania.
Il 12 maggio 2015 è la data di uscita del suo quinto romanzo, Santa degli impossibili. Il 20 febbraio 2018 esce nelle librerie il suo sesto romanzo, Storia della mia ansia. Nel romanzo affronta sia il tema di una coppia in crisi sia quello del cancro al seno. Nel febbraio 2019 Storia della mia ansia viene tradotto per la Spagna con il titolo Historia de mi ansia.

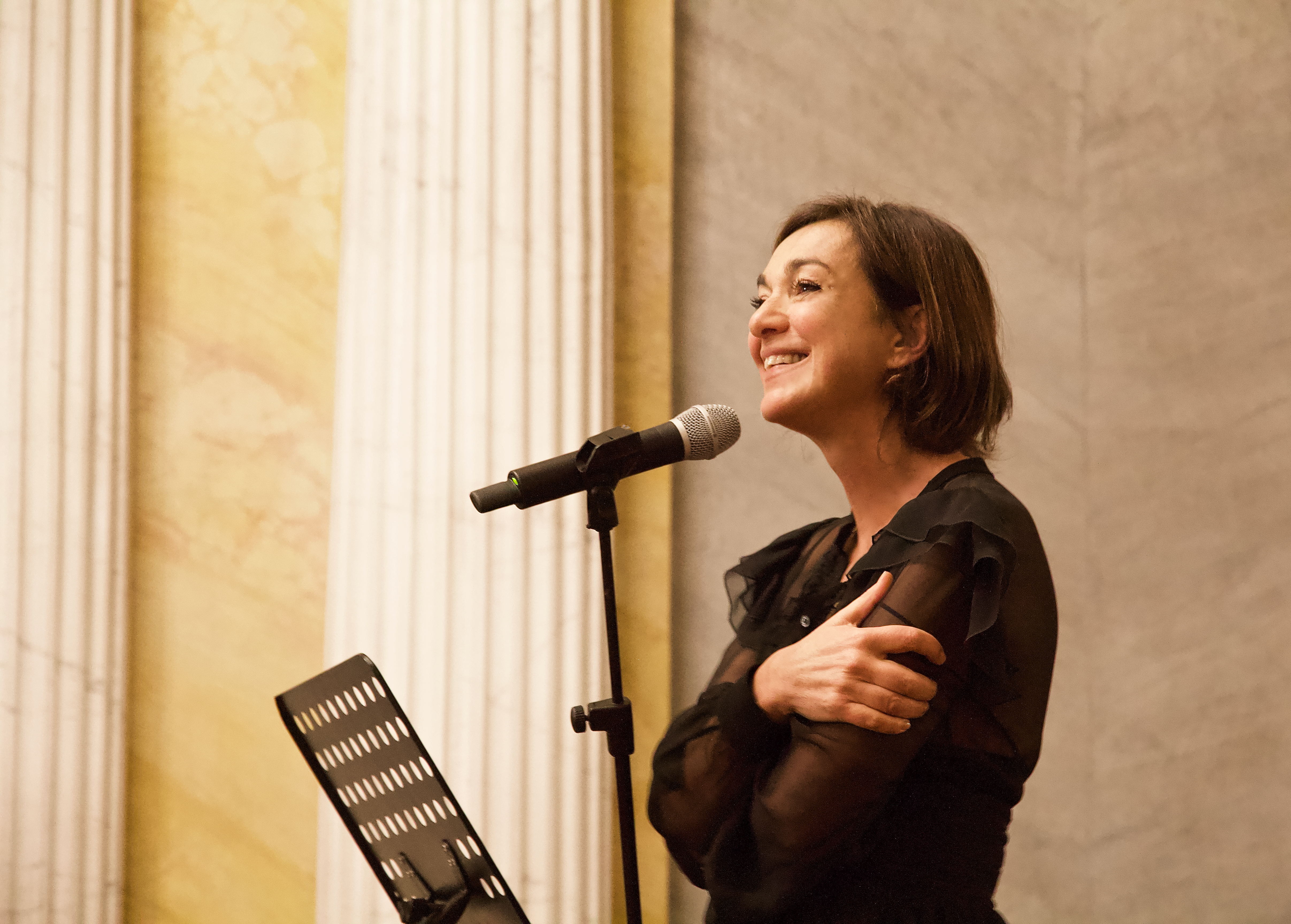
Daria Bignardi a BookCity Milano nel 2018

Nella primavera del 2015 conduce per l'ultima volta Le invasioni barbariche. Dal dicembre del 2015 cura la rubrica A Night at the Opera sul mensile Rolling Stone.
Il 17 febbraio 2016 viene nominata direttrice di Rai 3 dal direttore generale della Rai Antonio Campo Dall'Orto. Durante la sua breve direzione di Rai 3, scatena molte proteste per la sua decisione di chiudere Scala Mercalli, il programma di Luca Mercalli che trattava di cambiamenti climatici e problemi ambientali. Si dimette il 25 luglio 2017 poco dopo avere finalizzato il palinsesto annuale, cedendo il posto al vicedirettore Stefano Coletta.
L’11 luglio 2019 è stato annunciato il suo ritorno in televisione con il programma L'assedio, in onda su Nove dal 16 ottobre 2019. La seconda edizione è andata in onda dal 21 ottobre 2020 all'11 novembre dello stesso anno, con ospiti, tra gli altri, Selvaggia Lucarelli, Zerocalcare, Natalia Aspesi e Roberto Saviano. Durante il programma è stato ospite fisso anche Lucio Corsi con la sua band. 
Nel novembre 2018 Daria Bignardi ha esordito a teatro con La coscienza dell'ansia (Mondadori in collaborazione con Mismaonda), spettacolo portato a Bologna (LabOratorio di San Filippo Neri), Sassuolo (Crogiolo Marazzi) e Milano (Mare Culturale Urbano). In dialogo musicale con la cantautrice e attrice teatrale FLO, accompagnata dal polistrumentista Michele Maione, l'autrice alterna racconti inediti a letture di brani tratti dai propri romanzi (Non vi lascerò orfani e Storia della mia ansia) e da altri che ne hanno accompagnato la formazione: Conversazione in Sicilia di Elio Vittorini, Seminario sulla gioventù di Aldo Busi e, soprattutto, La coscienza di Zeno di Italo Svevo.

## Vita privata
È stata sposata dapprima con Nicola Manzoni, da cui nel 1997 ha avuto il figlio Ludovico, e dal 2004 al 2018 con il giornalista Luca Sofri, figlio dell'ex brigatista di estrema sinistra di Lotta Continua Adriano, da cui nel 2003 ha avuto la figlia Emilia.

## Programmi televisivi
- Milano, Italia (Rai 3, 1991)
- Punto e a capo (Rai 2, 1994)
- A tutto volume (Canale 5, 1994-1995)
- Corto circuito (Canale 5, 1996-1997)
- Volevo salutare (Italia 1, 1997-1998)
- Tempi moderni (Italia 1, 1998-2003)
- Grande Fratello (Canale 5, 2000-2001)
- Lando (Italia 1, 2002)
- La fattoria (Italia 1, 2004)
- Le iene (Italia 1, 2004-2005)
- Le invasioni barbariche (LA7, 2005-2008, 2010-2015)
- L'era glaciale (Rai 2, 2009)
- L'assedio (Nove, 2019-2020)

## Radio
- La mezz'ora Daria (Radio Deejay, 1995-2009)
- L'intrusa - L'ora Daria (Radio Capital, dal 2020)

## Teatro
- La coscienza dell'ansia (Mondadori in collaborazione con Mismaonda[28], 2018-2019)

## Opere
- Non vi lascerò orfani, Milano, Mondadori, 2009. ISBN 978-88-04-58538-1
- Un karma pesante, Milano, Mondadori, 2010. ISBN 978-88-04-60198-2
- L'acustica perfetta, Milano, Mondadori, 2012. ISBN 978-88-04-61621-4
- L'amore che ti meriti, Milano, Mondadori, 2014. ISBN 978-88-04-63479-9
- Santa degli impossibili, Milano, Mondadori, 2015. ISBN 978-88-04-65538-1
- Storia della mia ansia, Milano, Mondadori, 2018. ISBN 9788804673156
- Oggi faccio azzurro, Milano, Mondadori, 2020. ISBN 9788804719847
- Libri che mi hanno rovinato la vita e altri amori malinconici, Torino, Einaudi, 2022. ISBN 9788806252588
- Ogni prigione è un'isola, Milano, Mondadori, 2024. ISBN 9788804761037

## Premi letterari
- Premio Rapallo 2009, Premio Elsa Morante, Premio città di Padova per Non vi lascerò Orfani
- Premio Navicella 2012 per L'acustica perfetta
- Premio Rapallo Saggistica 2024 per Ogni prigione è un'isola[29]